# Іздебно-Кольонія (Мазовецьке воєводство)
Іздебно-Кольонія (пол. Izdebno-Kolonia) — село в Польщі, у гміні Ласкажев Ґарволінського повіту Мазовецького воєводства.
Населення — 351 особа (2011).
У 1975-1998 роках село належало до Седлецького воєводства.

## Демографія
Демографічна структура станом на 31 березня 2011 року:
|          | Загалом | Допрацездатний вік | Працездатний вік | Постпрацездатний вік |
| -------- | ------- | ------------------ | ---------------- | -------------------- |
| Чоловіки | 162     | 45                 | 104              | 13                   |
| Жінки    | 189     | 64                 | 96               | 29                   |
| Разом    | 351     | 109                | 200              | 42                   |